# Caenobrunettia serrajiboiensis
Caenobrunettia serrajiboiensis är en tvåvingeart som beskrevs av Freddy Bravo 2003. Caenobrunettia serrajiboiensis ingår i släktet Caenobrunettia och familjen fjärilsmyggor. Inga underarter finns listade i Catalogue of Life.